# Brendan O'Brien (productor discográfico)
Brendan O'Brien es un productor discográfico, ingeniero y mezclador que ha trabajado con varios de los artistas más influyentes de los últimos tiempos, incluyendo a AC/DC, My Chemical Romance, Pearl Jam, Stone Temple Pilots, Incubus, Neil Young, Aerosmith, Limp Bizkit, Red Hot Chili Peppers, KoЯn, Rage Against the Machine, The Black Crowes, Audioslave, Mastodon, Papa Roach, The Offspring, Phish, Soundgarden, Bruce Springsteen, entre otros. Es recordado como uno de los productores más importantes de la década de los noventa.
Además colaboró en la serie animada de Todd McFarlane's Spawn, que se emitió en HBO de 1997 hasta 1999. También fue miembro de la banda Samurai Catfish a finales de la década de los setenta, y del grupo The Georgia Satellites por un corto periodo en los ochenta. Fue una de las cabezas de la discográfica 57 Records, subsidiaria de Epic Records, así como uno de los primeros en estar en los estudios Southern Tracks de Atlanta. Además es recordado por aparecer tocando el Órgano Hammond en el MTV Unplugged de Bob Dylan. Asimismo, fue productor del álbum de My Chemical Romance Conventional weapons, grabado en 2009; dicho álbum fue descartado por la banda, aunque decidieron publicarlo a manera de recopilatorio entre octubre de 2012 y febrero de 2013. En la actualidad Brendan compagina su trabajo de productor con su proyecto musical junto al cantante de Incubus, Brandon Boyd, uniendo fuerzas en un proyecto musical llamado Sons of the Sea. Durante principios de 2014 han estado realizando una pequeña gira de presentación del proyecto por pequeñas emisoras de radio y locales de conciertos.

## Álbumes producidos
- Doug - The Coolies (1988)
- You - Uncle Green (1990)
- The Big House of Time - Anne Richmond Boston (1990)
- Undertown - Right as Rain (1990)
- What an Experiment His Head Was - Uncle Green (1991)
- Love Songs for the Hearing Impaired - Dan Baird (1991)
- Stop! Look & Listen - Right as Rain (1991)
- Follow for Now - Follow for Now (1991)
- Johnny Law - Johnny Law (1991)
- Core - Stone Temple Pilots (1992)
- Book of Bad Thoughts - Uncle Green (1992)
- Jackyl - Jackyl (1992)
- Let It Rock: The Best of the Georgia Satellites (1993)
- Vs. - Pearl Jam (1993)
- Dynamite Monster Boogie Concert - Raging Slab (1993)
- Bob Dylan's Greatest Hits Volume 3 - Bob Dylan (1993)
- Dogman - King's X (1994)
- Necktie Second - Pete Droge (1994)
- Purple - Stone Temple Pilots (1994)
- Vulture - 3 lb. thrill (1994)
- Vitalogy - Pearl Jam (1994)
- 100% Fun - Matthew Sweet (1995)
- Vulture - 3 lb. Thrill (1995)
- Deadly Nightshade - The Deadly Nightshades (1995)
- Mirror Ball - Neil Young con Pearl Jam (1995)
- Point - Ernie Dale (1995)
- Unshaven: Live at Smith's Olde Bar - Billy Joe Shaver (1995)
- Buffalo Nickel - Dan Baird (1996)
- Eventually - Paul Westerberg (1996)
- Evil Empire - Rage Against the Machine (1996)
- Find a Door - Pete Droge and the Sinners (1996)
- No Code - Pearl Jam (1996)
- Tiny Music... Songs from the Vatican Gift Shop - Stone Temple Pilots (1996)
- Blue Sky on Mars - Matthew Sweet (1997)
- Resigned - Michael Penn (1997}
- Spacey & Shakin' - Pete Droge (1997)
- Yield - Pearl Jam (1998)
- Dangerman - Dangerman (1998)
- Significant Other - Limp Bizkit (1999)
- No. 4 - Stone Temple Pilots (1999)
- Issues - KoЯn (1999)
- The Battle of Los Angeles - Rage Against the Machine (1999)
- Renegades - Rage Against the Machine (2000)
- Bachelor No. 2 - Aimee Mann (2000)
- Conspiracy Of One - The Offspring (2000)
- Shangri-La Dee Da - Stone Temple Pilots (2001)
- Drops of Jupiter - Train (2001)
- Tragic Show - Brand New Immortals (2001)
- Waste of Skin - Spike 1000 (2001)
- The Flying Tigers - Flying Tigers (2002)
- Future Shock - Sinisstar (2002)
- Jinx - Quarashi (2002)
- Great Ocean Road - Ether (2002)
- lovehatetragedy - Papa Roach (2002)
- The Rising - Bruce Springsteen (2002)
- My Private Nation - Train (2003)
- Splinter - The Offspring (2003)
- The Thorns - The Thorns (2003)
- Welcome to the north - The Music (2004)
- Alive at Red Rocks - Incubus (2004)
- A Crow Left of the Murder - Incubus (2004)
- Drive - Graham Colton Band (2004)
- Welcome to the North - The Music (2004)
- Devils and Dust - Bruce Springsteen (2005)
- Rebel, Sweetheart - The Wallflowers (2005)
- All the Stars and Boulevards - Augustana (2005)
- Shine - Trey Anastasio (2005)
- For Me, It's You - Train (2006)
- Revelations - Audioslave (2006)
- The Sun and the Moon - The Bravery (2006)
- Light Grenades - Incubus (2006)
- Libertad - Velvet Revolver (2007)
- Black Ice - AC/DC (2008)
- Working On A Dream - Bruce Springsteen (2009)
- New Album - Aerosmith (2009)
- Crack the Skye - Mastodon (2009)
- Billy Talent III - Billy Talent (2009)
- Killswitch Engage - Killswitch Engage (2009)[2]
- TBA - Aerosmith (2009)[3]
- Backspacer - Pearl Jam (2009)[4]
- Conventional Weapons - My Chemical Romance (grabado en 2009; publicado en 2013)[5]
- Seether - Holding Onto Strings Better Left to Fray (2011)
- Incubus - If Not Now,When? (2011)
- Miracle - Third Day (2012)
- Handwritten - The Gaslight Anthem (2012)
- Lightning Bolt - Pearl Jam (2013)
- Holding All The Roses - Blackberry Smoke (2015)
- Higher Truth - Chris Cornell (2015)
- Prophets Of Rage - Prophets Of Rage (2017)
- My Morning Jacket - Is (2025)

## Álbumes mezclados
- Decade of Aggression: Live - Slayer (1991)
- Hollywood Town Hall - The Jayhawks (1992)
- Jackyl - Jackyl (1992)
- Get a Grip - Aerosmith (1993)
- 14 Songs - Paul Westerberg (1993)
- Shame - Brad (1993)
- Superunknown - Soundgarden (1994)
- Interiors - Brad (1997)
- Follow the Leader - Korn (1998)
- Fallout - The Mayfield Four (1998)
- Significant Other - Limp Bizkit (1999)
- Chocolate Starfish and the Hot Dog Flavored Water - Limp Bizkit (2000)
- No Name Face - Lifehouse (2000)
- Spiritual Machines - Our Lady Peace (2000)
- Binaural - Pearl Jam (2000)
- Trust No One - Dave Navarro (2001)
- Riot Act - Pearl Jam (2002)
- Stanley Climbfall - Lifehouse (2002)
- Lost Dogs - Pearl Jam (2003)
- Results May Vary - Limp Bizkit (2003)
- truANT - Alien Ant Farm (2003)
- Vulture Street - Powderfinger (2003)
- '’Welcome To the North - The Music (2004)
- Rearviewmirror - Pearl Jam (2004)
- Wire - Third Day (2004)
- All the Stars and Boulevards - Augustana (2005)
- Out Of Exile - Audioslave (2005)
- A Crow Left of the Murder - Incubus (2004)
- Light Grenades - Incubus (2006)
- Heavenly Hell - L.A. (2009)
- Miracle - Third Day (2012)
- Handwritten - The Gaslight Anthem (2012)

## Álbumes con él como ingeniero de sonido
- In the Spirit of Things - Kansas (1988)
- Theme from Venus - Love Tractor (1989)
- Danzig III: Lucifuge - Danzig (1990)
- Shake Your Money Maker - The Black Crowes (1990)
- Blood Sugar Sex Magik - Red Hot Chili Peppers (1991)
- Hollywood Town Hall - The Jayhawks (1992)
- The Southern Harmony and Musical Companion - The Black Crowes (1992)
- Nobody Said It Was Easy - The Four Horsemen (1991)
- Get a Grip - Aerosmith (1994)

## DVD mezclados
- Single Video Theory - Pearl Jam (1998)
- Midnight Moon - Train (2001)
- Alive at Red Rocks - Incubus (2004)
- Live In Cuba - Audioslave (2005)